# Robert Reid (hrabia)
Robert Threshie Reid, 1. hrabia Loreburn GCMG (ur. 3 kwietnia 1846, zm. 30 listopada 1923) – brytyjski polityk, członek Partii Liberalnej, minister w rządach lorda Rosebery’ego, Henry’ego Campbella-Bannermana i Herberta Henry’ego Asquitha.

## Życiorys
Był synem Jamesa Johna Reida i Mary Threshie. Wykształcenie odebrał w Cheltenham College oraz w Balliol College na Uniwersytecie Oksfordzkim. W 1871 r. rozpoczął praktykę adwokacką w Inner Temple.
W 1880 r. został wybrany do Izby Gmin jako reprezentant okręgu Hereford. W parlamencie zasiadał do 1885 r. W 1886 r. powrócił do Izby Gmin, tym razem jako reprezentant okręgu Dumfries Burghs. W 1894 r. został Radcą Generalnym Anglii i Walii, a w latach 1894–1895 był prokuratorem generalnym. W 1905 r. otrzymał tytuł 1. barona Loreburn (w 1911 r. tytuł podniesiono do rangi hrabiego) i zasiadł w Izbie Lordów. W tym samym roku został Lordem Kanclerzem.
Na początku XX w. wielu polityków Partii Liberalnej przyjęło ideologię „liberalnego imperializmu”. Ci politycy (m.in. kanclerz skarbu Asquith, minister wojny Haldane i minister spraw zagranicznych Grey) byli zwolennikami sojuszu z Francją oraz brytyjskiego udziału w ewentualnej wojnie francusko-niemieckiej. Loreburn nie podzielał tej ideologii i jego nominacja miała stanowić przeciwwagę dla liberalnych imperialistów.
Kiedy Asquith został w 1908 r. premierem, a do grona imperialistów dołączył nowy kanclerz skarbu David Lloyd George, nasiliły się konflikty między Loreburnem a Haldane’em, Greyem, Asquithem i Lloydem George’em. W 1911 r. doszło do otwartego konfliktu w łonie gabinetu. Przeciwko liberalnym imperialistom (Asquithowi, Lloydowi George’owi, Greyowi, Haldane’owie i Churchillowi) wystąpiła większość członków gabinetu, z Loreburnem, ministrem kolonii Lewisem Harcourtem ministrem spraw wewnętrznych Reginaldem McKenną i Kanclerzem Księstwa Lancaster Josephem Pease’em.
Latem 1912 r. lord Loreburn odszedł ze stanowiska z powodu pogarszającego się stanu zdrowia. Nowym Lordem Kanclerzem został Haldane. Odejście Loreburna wzmocniło stronnictwo liberalnych imperialistów. Lord Loreburn zmarł w 1923 r. Wraz z jego śmiercią wygasł tytuł parowski.